# Régime juridique
 (décembre 2024).
Si vous disposez d'ouvrages ou d'articles de référence ou si vous connaissez des sites web de qualité traitant du thème abordé ici, merci de compléter l'article en donnant les références utiles à sa vérifiabilité et en les liant à la section « Notes et références ».
Un régime juridique est un ensemble de règles de droit applicables à une activité, une personne ou à une institution.

## Méthode
Un régime juridique s'applique lorsque ses conditions d'application sont réunies. L'application d'un régime suppose donc que, préalablement à l'application d'une règle, soit procédé à l'opération de qualification juridique. La qualification juridique consiste à attribuer une qualité juridique à une chose, une personne, une activité. Il s'agit, pour le juriste, de passer d'un élément de fait à une catégorie juridique, au moyen de critères juridiques. La qualification juridique indique naturellement le régime de droit applicable.

## Exemple
Hélène a mis à la disposition de Marc, gratuitement, et pour une durée d'une semaine, le DVD d'une célèbre humoriste. Au bout d'une semaine, Marc ne veut pas rendre le DVD.
Juridiquement, le contrat conclu est un prêt. Les critères en sont en effet remplis : il s'agit de la mise à disposition d'une chose, afin qu'une personne puisse s'en servir, sans avoir à payer de prix. On retrouve la définition de l'article 1875 du Code civil français : "Le prêt à usage est un contrat par lequel l'une des parties livre une chose à l'autre pour s'en servir, à la charge par le preneur de la rendre après s'en être servi".
Les critères permettent ainsi la qualification du contrat, qualification qui a pour effet d'indiquer le régime juridique applicable, en l'occurrence celui du contrat de prêt. Des qualités peuvent être attribuées aux parties : Hélène est le prêteur, Marc est l'emprunteur.
Ne reste plus alors qu'à mobiliser la bonne règle de droit : en vertu des articles 1875 et 1888 dudit Code, l'emprunteur a une obligation de restitution au prêteur de la chose prêtée.
Ainsi, Marc doit rendre le DVD à Hélène.